# IC 426
IC 426 је рефлексиона маглина у сазвјежђу Орион која се налази на листи објеката дубоког неба у Индекс каталогу.
Деклинација објекта је - 0° 17' 54" а ректасцензија 5h 36m 31,0s. IC 426 је још познат и под ознакама LBN 921, CED 55J.